# Есимбеков, Сабр Сайлаубекович
Сабр Сайлаубекович Есимбеков (каз. Сабыр Сайлаубекұлы Есімбеков; род. 27 августа 1964, Алма-Ата, Казахская ССР, СССР) — казахстанский дипломат. Чрезвычайный и Полномочный Посол Республики Казахстан в Японии (с 2021 года).

## Биография
В 1983—1985 годах служил в пограничных войсках.
Окончил Московский государственный институт международных отношений (1990), аспирантуру Центра японских исследований Института востоковедения РАН (1990—1993), аспирантуру Иокогамского государственного университета (1993—1996).
1995—2000 годы — временный поверенный в делах, первый секретарь посольства Республики Казахстан в Японии.
2000—2001 годы — советник генерального директора, директор департамента управления проектами ЗАО «КазТрансОйл».
2001—2002 годы — директор департамента новых проектов ЗАО «НК „Транспорт нефти и газа“».
2002—2003 годы — заместитель генерального директора по развитию ЗАО «КазТрансОйл».
2003—2006 годы — исполнительный директор по транспортной инфраструктуре и сервисным проектам АО «НК „КазМунайГаз“».
2006—2007 годы — заместитель генерального директора по транспортировке АО «КазТрансОйл».
2007—2008 годы — управляющий директор по нефтегазовым проектам компании «VISOR Holding».
2008—2011 годы — исполнительный директор, директор департамента инвестиционных проектов АО «ФНБ „Самрук-Казына“».
Октябрь 2011 года — март 2012 года — управляющий директор АО ФНБ «Самрук-Казына».
2012—2014 годы — президент Торгово-промышленной палаты Казахстана.
Апрель 2014 года — ноябрь 2015 года — исполнительный секретарь по вопросам международного сотрудничества Национальной палаты предпринимателей Казахстана.
Ноябрь 2015 года — май 2021 года — заместитель председателя правления АО «Холдинговая Группа „АЛМЭКС“».
С 31 мая 2021 года — Чрезвычайный и Полномочный Посол Республики Казахстан в Японии.